# Bulgarische Eishockeyliga 1983/84
Die Saison 1983/84 war die 32. Spielzeit der bulgarischen Eishockeyliga, der höchsten bulgarischen Eishockeyspielklasse. Meister wurde zum insgesamt zwölften Mal in der Vereinsgeschichte der HK ZSKA Sofia.

## Modus
In der Hauptrunde absolvierte jede der fünf Mannschaften insgesamt 16 Spiele. Der Erstplatzierte der Hauptrunde wurde Meister. Für einen Sieg erhielt jede Mannschaft zwei Punkte, bei einem Unentschieden gab es einen Punkt und bei einer Niederlage null Punkte.

## Hauptrunde
|    | Klub                 | Sp | S  | U | N  | Tore   | Punkte |
| -- | -------------------- | -- | -- | - | -- | ------ | ------ |
| 1. | HK ZSKA Sofia        | 16 | 13 | 2 | 1  | 124:41 | 28     |
| 2. | Lewski-Spartak Sofia | 16 | 11 | 2 | 3  | 97:53  | 24     |
| 3. | HK Slawia Sofia      | 16 | 9  | 2 | 5  | 88:49  | 20     |
| 4. | Akademik Sofia       | 16 | 2  | 3 | 11 | 51:98  | 7      |
| 5. | Metallurg Pernik     | 16 | 0  | 1 | 15 | 34:153 | 1      |

Sp = Spiele, S = Siege, U = unentschieden, N = Niederlagen, OTS = Overtime-Siege, OTN = Overtime-Niederlage, SOS = Penalty-Siege, SON = Penalty-Niederlage